# Université de Nottingham Trent
Nottingham Trent University (NTU) est une université publique située à Nottingham, en Angleterre. Elle a été fondée comme  université nouvelle en 1992, en tant qu'héritière de la Trent Polytechnic (plus tard appelée Nottingham Polytechnique) . Ses racines remontent à 1843 avec la création de la Nottingham Government School of Design qui existe encore au sein de l'université aujourd'hui. C'est l'une des plus grandes universités au Royaume-Uni, avec près de 28 000 étudiants répartis sur trois campus différents.

## Structure
Nottingham Trent se compose de trois facultés. Ces facultés réunissent les neuf écoles et dispensent des cours dans presque toutes les disciplines :
- College of Business, Law and Social Sciences
  - Nottingham Business School
  - Nottingham Law School
  - School of Social Sciences
- College of Art & Design and Built Environment
  - School of Art & Design
  - School of Architecture, Design and the Built Environment
- College of Arts and Science
  - School of Animal, Rural and Environmental Sciences
  - School of Arts and Humanities
  - School of Education
  - School of Science and Technology

## Campus
Nottingham Trent University a trois campus :
- City site, centre-ville
- Clifton campus
- Brackenhurst campus

## Positionnement
En 2008, le The Complete University Guide a nommé Nottingham Trent University la "top post-1992 University " dans le pays.
L'université a « l'un des meilleurs taux d'employabilité parmi les universités en Angleterre et au Pays de Galles ». Elle maintient des liens étroits avec plus de 6000 entreprises et 94 % des élèves trouvent un emploi à temps plein ou suivent des études dans les six mois suivant leurs graduation.
The Guardian a désigné Nottingham Trent « l'université la plus respectueuse de l'environnement dans le pays ». En 2009, NTU a reçu le titre de "l'université la plus respectueuse de l'environnement au Royaume-Uni", par The People and Planet Green League (le seul classement indépendant déterminant la performance environnementale et éthique des universités britanniques). En outre, depuis 2009, 100 % de l'électricité de l'université a été produite par des énergies renouvelables.
L'université a une branche de recherche puissante avec, en 2008, 74 % de la recherche de l'université considérée comme ayant un "statut international" et "un impressionnant taux de 8 % de sa recherche considéré comme leader mondial".